# Schapenbout
Schapenbout is een buurtschap in de gemeente Terneuzen, in de Nederlandse provincie Zeeland. De buurtschap, in de regio Zeeuws-Vlaanderen, maakt deel uit van de woonkern Spui. Schapenbout bestaat uit zo'n veertig dijkhuisjes aan de Graaf Jansdijk. De naam Schapenbout heeft niets te maken met schapenvlees: het woord bout betekent hier 'uiteinde', te weten van een dijk. In deze buurtschap lag een restant van een dijk waar schapen op graasden. Vandaar de naam.
Schapenbout kreeg bekendheid door het televisieprogramma Man bijt hond, dat in het seizoen 2003–2004 van Hongerige Wolf (provincie Groningen) naar Schapenbout trok om mensen te bezoeken.